# Bratřínov
Bratřínov (en allemand : Braterschin, auparavant Bratrinow) est une commune du district de Prague-Ouest, dans la région de Bohême centrale, en Tchéquie. Sa population s'élevait à 196 habitants en 2020.

## Géographie
Bratřínov se trouve à 7 km au sud-est de la ville de Mníšek pod Brdy et à 27 km au sud-sud-ouest du centre de Prague.
La commune est limitée par Čisovice au nord, par Bojanovice à l'est, par Slapy au sud-est, et par Bojanovice au sud et à l'ouest.

## Histoire
La première mention écrite de la localité date de 1100.